# Districtul Nam Kliang
Nam Kliang (în thailandeză น้ำเกลี้ยง) este un district (Amphoe) din provincia Sisaket, Thailanda, cu o populație de 43.339 de locuitori și o suprafață de 257,8 km².

## Componență
Districtul este subdivizat în 6 subdistricte (tambon), care sunt subdivizate în 75 de sate (muban).
| Nr. | Nume       | În thailandeză | Sate | Locuitori |
| --- | ---------- | -------------- | ---- | --------- |
| 1.  | Nam Kliang | น้ำเกลี้ยง        | 10   | 5,869     |
| 2.  | La-o       | ละเอาะ         | 13   | 7,703     |
| 3.  | Tong Pit   | ตองปิด          | 14   | 7,254     |
| 4.  | Khoen      | เขิน            | 13   | 7,904     |
| 5.  | Rung Rawi  | รุ่งระวี          | 15   | 7,895     |
| 6.  | Khup       | คูบ             | 10   | 6,714     |